# Руско-турски рат (1710—1711)
Руско-турски рат (1710—1713) део је Великог северног рата кога је Руско царство водило против Шведске и суседних балтичких држава.

## Рат
Руско-турски рат избија након руске победе у бици код Полтаве. Након овог пораза, шведски краљ Карло XII, уз помоћ Аустрије и француских дипломата, бежи у Бендер (Молдавија) под окриље турског султана Ахмеда III. Успео је наговорити турског султана да 20. новембра 1710. године објави Русији рат. Руски цар Петар Велики је као одговор на турско одбијање да им преда Карла напао Молдавију надајући се лакој победи уз подршку месног хришћанског становништва.
Напад на Молдавију је предводио Борис Шереметјев. Војска од 38.000 људи била је лоше припремљена и снабдевена за само три дана борбе. Одлучујућа битка одиграла се од места Станилешти на реци Прут, 18. јула 1711. године. Руску војску под командом самог Петра Великог опколила је многобројнија турско-татарска војска (око 190.000 војника) и нанела јој пораз. Петар је морао затражити примирје.

## Мир
Мир из Прута потписан је 21. јула 1711. године. Русија се морала повући из Азова и Таганрога и порушити неколико тврђава у овој области. Петар се морао обавезати да се неће мешати у унутрашњу политику Пољско-литванске уније. Ови благи захтеви разочарали су пољског краља који је ову турску победу сматрао шансом за потпуну ликвидацију Русије.